# Чума в Одесі
Чума в Одесі — декілька епідемій чуми, які мали місце в історії Одеси.

## Історія

### Епідемії за роками
Порт і місто Одеса декілька разів пережили епідемії чуми, що завдавали важких втрат людським і матеріальним ресурсам міста. Одеса пережила епідемії у такі роки :
- 1797
- 1803
- 1812
- 1829
- 1837

### Карантинні заходи Венеції

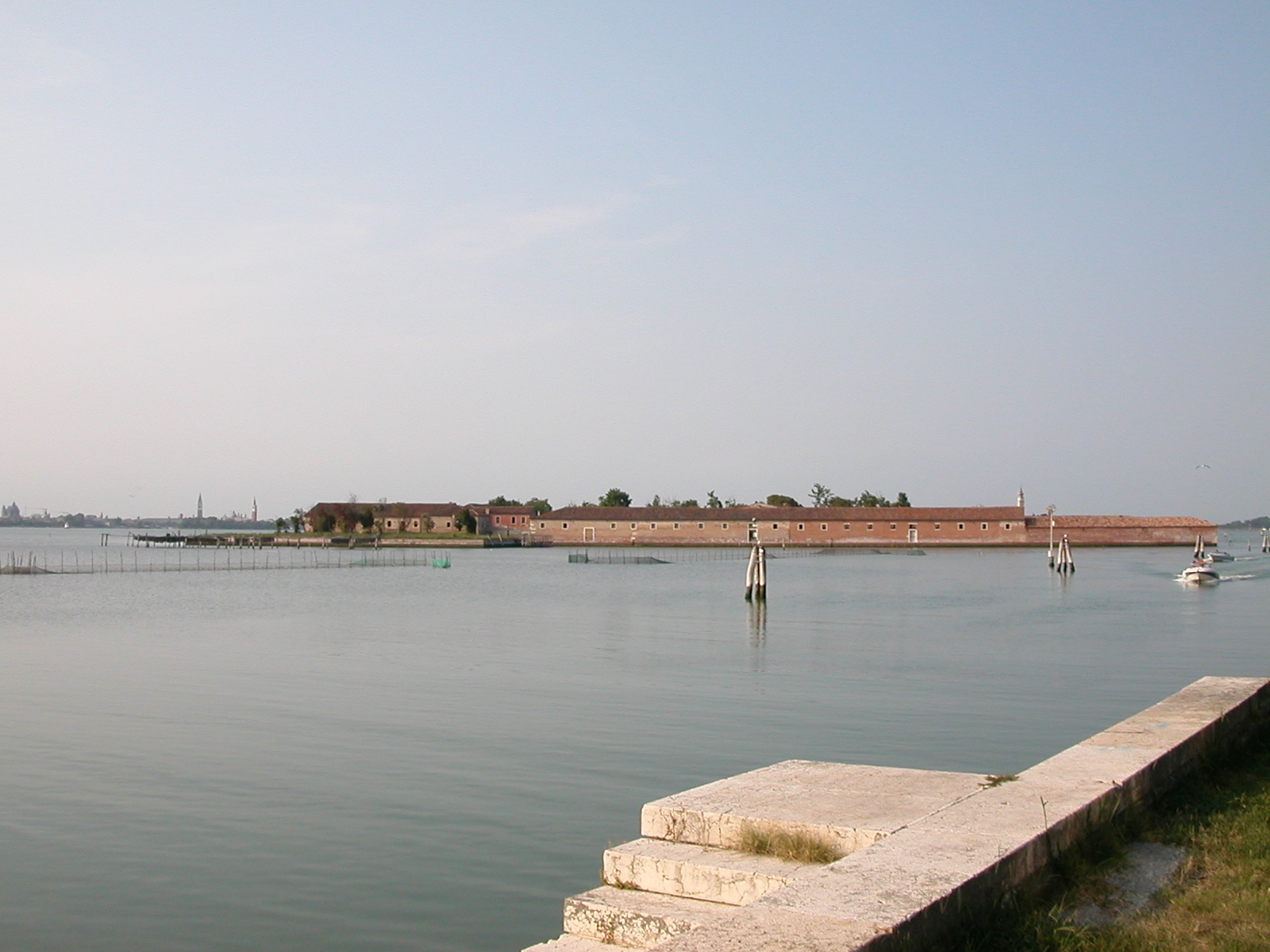
Острів Лазаретто, де розташували карантин міста Венеція

Карантин як упереджувальний засіб віднайшли в Венеції, великій торгівельній імперії, значному порті на Середземному морі, значному осередку флоту. Велика кількість суден, що прибували в Венецію і велика загроза добробуту столиці Адріатики, яка потерпала від епідемій, завезених моряками, і спонукала уряд міста до широкого вживання карантинів. Для хворих моряків і мешканців Венеції побудували також Чумні бараки на одному з віддалених островів лагуни, що збереглися до 21-го століття (Лазаретто). Покровителем хворих на чуму католиків церква зробила Св. Роха.

### Карантинні заходи в Одесі до епідемій

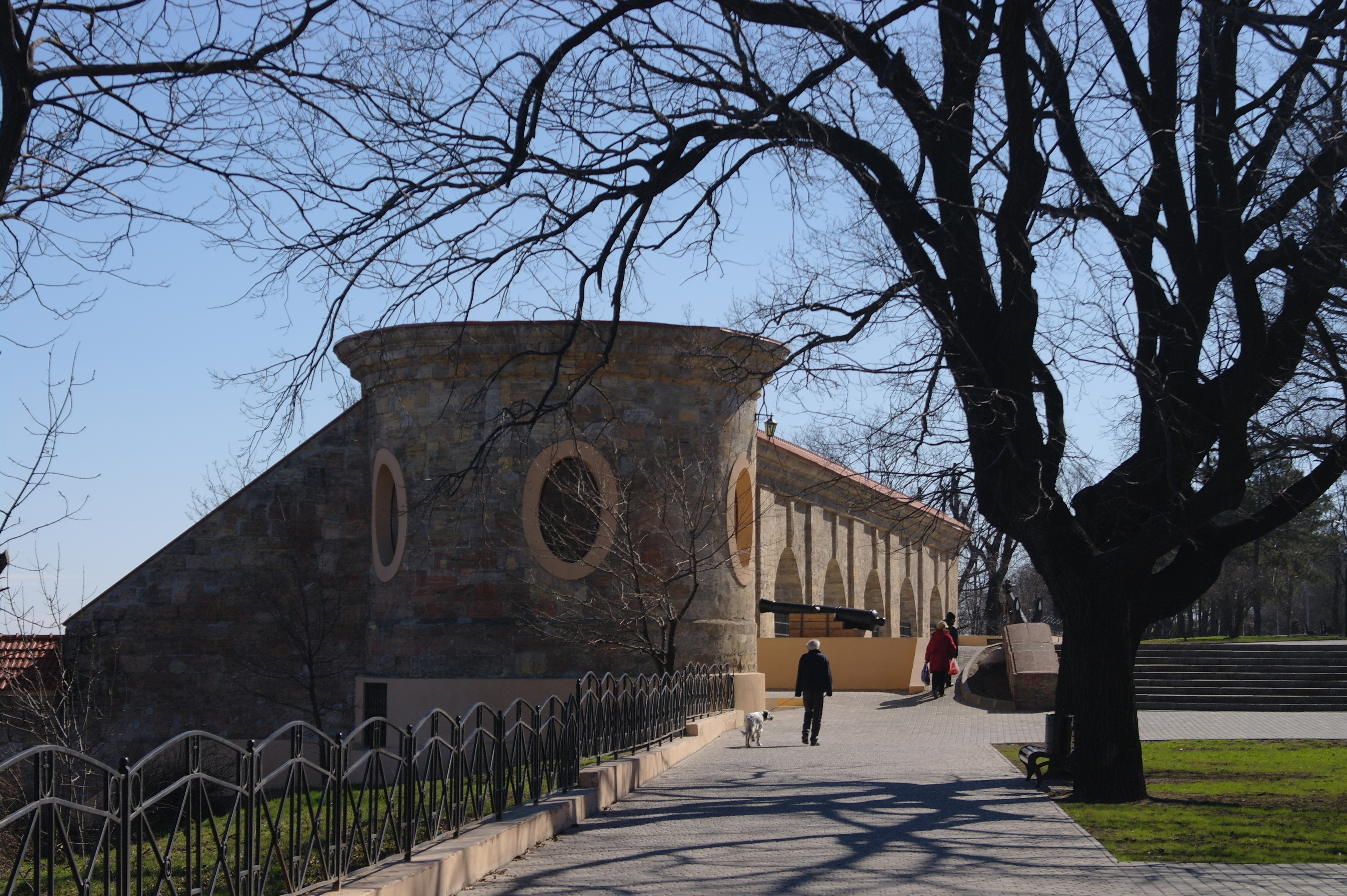
Залишки Карантинної стіни в Одесі

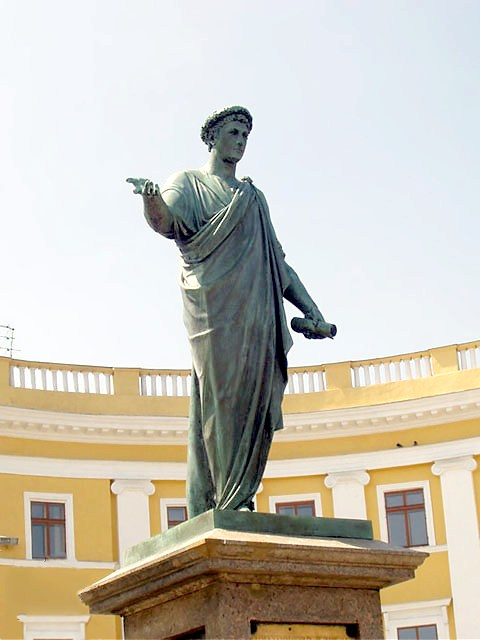
Пам'ятник Дюку Рішельє в Одесі

Ними опікувався мер міста — герцог де Рішельє. В Одесі на базі старої фортеці, яка вже втратила своє значення, створено Одеський карантин, а прилеглу частину бухти перетворено на Карантинну бухту для новоприбулих вітрильників і суден. Також створено міську інфекційну лікарню, тепер відому під назвою Циркульний корпус (архітектор Тома де Томон).
Мала розвиненість медичної науки і мала ефективність упереджувальних засобів не дуже заважала епідеміям. Це довів досвід епідемії чуми в Одесі 1812 року. Уряд міста удався до надзвичайних заходів.

### Чума 1812р. в Одесі
Епідемію вважають найважчою за 1-у половину 19-го століття. Її виникнення пов'язують з закінченням війни між Російською імперією і Туреччиною і низкою кораблів, що прибули в порт з країн півдня. Чума вже мала розповсюдження в Стамбулі, на Кавказі і в володіннях Туреччини на річці Дунай.
Епідемія в місті  Одеса розпочалася в кінці липня — на початку серпня 1812 р. Хворобу завезли до міста грецькі купці. Перші випадки не були розпізнані, і лише тільки тоді, коли у одеському готелі для акторів померли раптово відразу три актриси, які купили шалі у греків, нарешті запідозрили грізну хворобу. Мер міста, Рішельє зібрав Медичну Раду і оголосив аварійний стан в місті, яке поділили на 5 частин. Кожну частину доручили окремому лікарю. Особливі карантинні заклади обладнали в фортеці Одеси і в міській інфекційній лікарні. Швидке розповсюдження хвороби спонукало Рішельє до суворих карантинних заходів вже на початку вересня, коли за день в місті помирало до 20 осіб.
Була заборона на вилов риби, не приймали нові кораблі торговців, усіх сухопутних навертали з міста до карантинних пунктів на 30-денне спостереження. Серед померлих від чуми вже були й лікарі міста — Різенко, Пількевич, Капелло, Кірхнер. Аби завадити епідемії Рішельє удався до зачинення усіх храмів міста, спалювали підозрілі землянки мешканців у Карантинній та Військових балках. Були тимчасово заборонені усі збори населення, навіть на поховання. Дворянам міста було дозволено покинути Одесу і оселитися на хуторах. Мешканцям міста було заборонено покидати свої домівки. Гроші вимочували в розчині оцту і тільки після цього передавали іншим особам. В місті палали вогнища для дезінфекції повітря. Померлих забирали особливі вози, керовані мортусами та каторжанами.
Аби завадити голоду, сміливий Рішельє конфіскував залишки зерна у купців і роздавав потерпілим, адже 66 відсотків мешканців Одеси не мали постійних джерел прибутку. До грудня 1812 р. Одеса мала 2632 померлих від чуми (це кожна 9-та особа тогочасного міста-порту).
Суворий карантин тривав 46 діб.

### Братське поховання

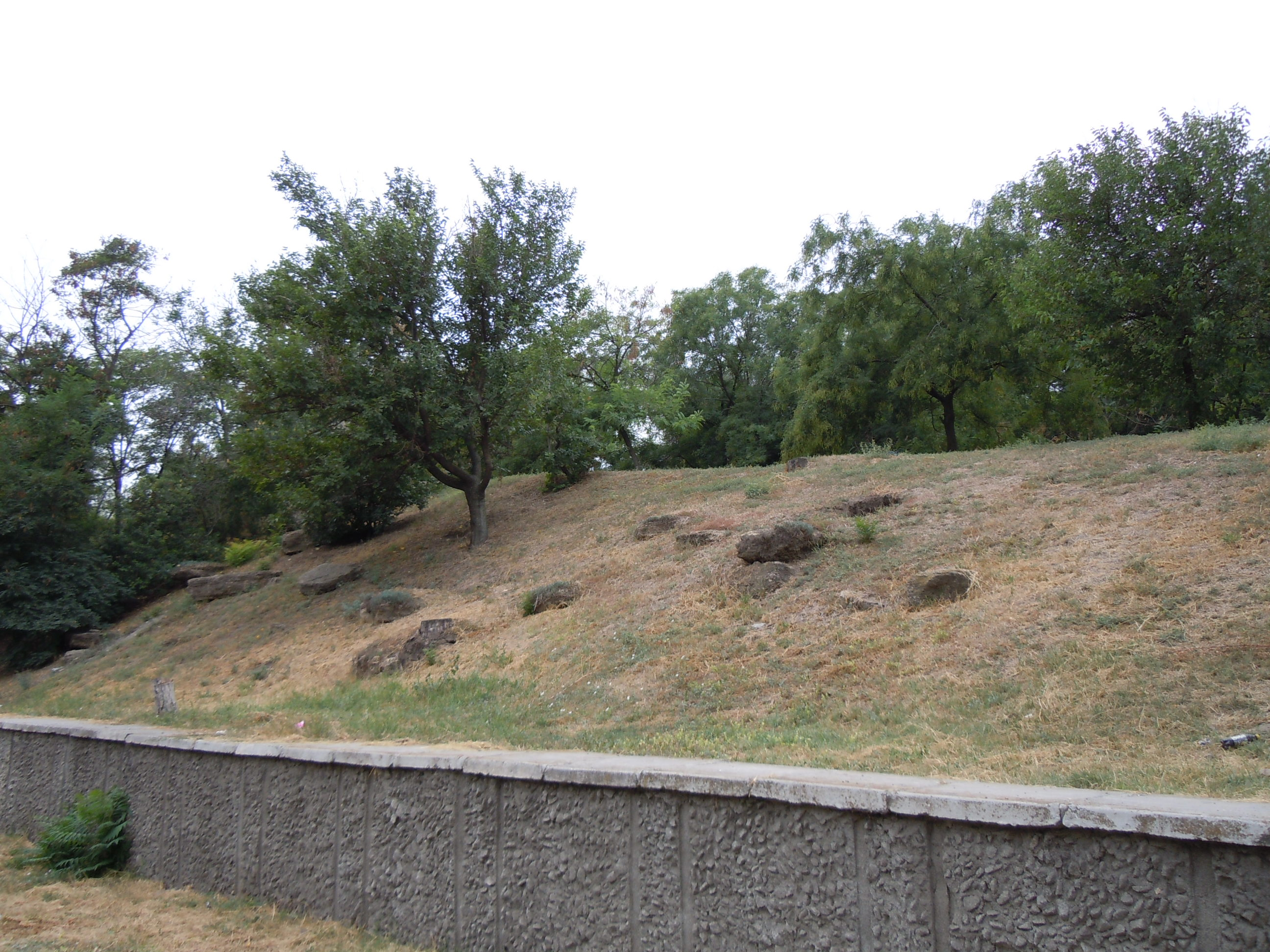
Чумна гора в Одесі

Пам'яткою померлим від чуми 1812 р. став штучний курган на місці чумного цвинтаря на Люсдорфській дорозі під назвою «Чумка».

## Місця поховань вмерлих від чуми
Штучний курган, відомий в народі як Гора Чумка, розташований на вулиці Водопроводній. Під цією горою поховані жертви епідемій чуми. Ця гора виникла за Старим християнським кладовищем, де ховали загиблих від чуми під час епідемій 1812, 1829 і 1837 років. Після чого цю місцевість засипали будівельним сміттям і за кілька десятків років тут утворилася гора. Тут ховали у братських безіменних могилах, але траплялися й індивідуальні пам'ятники.
Крім вказаної гори Чумки існувало Карантинне кладовище (на території сучасного парку Шевченка), а також окремі ділянки колишнього Старого кладовища (відведені під сучасний Одеський зоопарк)..